# Thomas Schäfer (Archäologe)
Thomas Schäfer (* 11. Dezember 1953 in Göttingen) ist ein deutscher Klassischer Archäologe.

## Leben
Thomas Schäfer ist der Sohn des Theologen und Christlichen Archäologen Ernst Schäfer (1902–1996). Nach dem Studium der Klassischen Archäologie, Alten Geschichte und Christlichen Archäologie an den Universitäten Göttingen, Bonn, Hamburg, Heidelberg und Rom wurde er 1982 an der Universität Heidelberg bei Tonio Hölscher mit der Dissertation Über die Darstellung der Insignien römischer Magistrate auf deren Grabmälern promoviert. 1982/83 erhielt er das Reisestipendium des Deutschen Archäologischen Instituts. Von 1984 bis 1989 war er wissenschaftlicher Referent an der Abteilung Athen des Deutschen Archäologischen Instituts, danach wissenschaftlicher Mitarbeiter an den Universitäten Köln und Frankfurt. 1995 wurde er an der Universität Frankfurt mit der Arbeit Andres Agathoi. Die Frage nach Realismus oder Fiktionalität in der Darstellung des Menschen in der griechischen Klassik habilitiert. Von 1998 bis 2003 war er Professor für Klassische Archäologie an der Universität Greifswald, ab 2003 Professor und Direktor des Instituts für Klassische Archäologie an der Universität Tübingen. Im Sommer 2009 wurde Schäfer zum ordentlichen Mitglied der Philosophisch-historischen Klasse der Heidelberger Akademie der Wissenschaften gewählt. Im Herbst 2021 trat er in den Ruhestand.
Insbesondere auf dem Gebiet der griechischen und römischen Ikonographie veröffentlichte er zahlreiche Publikationen. Seit 2000 war er zudem mit Massimo Osanna Leiter eines deutsch-italienischen Ausgrabungsprojektes auf der italienischen Insel Pantelleria.
Verheiratet ist er mit der Klassischen Archäologin Heidi Hänlein-Schäfer.

## Schriften (Auswahl)
- Imperii Insignia: Sella curulis und Fasces. Zur Repräsentation römischer Magistrate (= Mitteilungen des Deutschen Archäologischen Instituts. Römische Abteilung. Ergänzungsheft 29) Zabern, Mainz 1989, ISBN 3-8053-1035-8 (Dissertation).
- Andres Agathoi. Studien zum Realitätsgehalt der Bewaffnung attischer Krieger auf Denkmälern klassischer Zeit. tuduv, München 1997, ISBN 3-88073-554-9 (Habilitationsschrift).
- Spolia et Signa. Baupolitik und Reichskultur nach dem Parthererfolg des Augustus. Vandenhoeck & Ruprecht, Göttingen 1998.
- mit Klaus Bringmann: Augustus und die Begründung des römischen Kaisertums. Akademie-Verlag, Berlin 2002, ISBN 3-05-003054-2.
- mit Massimo Osanna, Rainer-Maria Weiss (Hrsg.): Caesar ist in der Stadt. Die neu entdeckten Marmorbildnisse aus Pantelleria. Hamburg 2004, ISBN 3-931429-08-3.
- Der Reliefzyklus Medinaceli. Von Actium bis Nero. Zeitgeschichte und Selbstverständnis im Principat des Kaisers Claudius. Verlag Marie Leidorf, Rahden/Westf. 2022, ISBN 978-3-89646-868-0.